# محسن الحسايني
محسن الحسايني (ولد في 23 أغسطس 1985، خريبكة، المغرب) دراج مغربي، تَخَصّص في السباقات على الطريق والسباقات ضد الساعة.

## سيرته الرياضية
أهم إنجازات محسن الحسايني هي فوزه بذهبية الباق على الطريق خلال الألعاب العربية 2007 بالقاهرة و فوزه بطواف مالي سنة 2010 و طواف المغرب 2011، حيث كان أول مغربي يفوز باللقب منذ لقب عبد الرحمان الفارق سنة 1969. في 2012 شارك في أولمبياد لندن، في السباق على الطريق (لم يكمل المنافسة) و في السباق ضد الساعة، حيث احتل المرتبة 34 بين 37 مشاركا.

## إنجازاته[2]

### 2007
- القاهرة  مصر: المرتبة الأولى في السباق على الطريق ضمن الألعاب العربية 2007

### 2009
- بيسكارا  إيطاليا: المرتبة 19 في الترتيب العام الفردي لسباق ضد الساعة ضمن الألعاب المتوسطية
- بوركينا فاسو: المرتبة الثانية في الترتيب العام الفردي لطواف بوركينا فاصو للدراجات
- المرتبة 8 في الترتيب العام الفردي لسباق الطريق ضمن بطولة أفريقيا

### 2010
- مالي: بطل طواف مالي للدراجات
- المغرب: المرتبة السابعة في الترتيب العام الفردي لطواف المغرب للدراجات
- المغرب: بطل المغرب في السباق على الطريق

### 2011
- المغرب: بطل طواف المغرب للدراجات
- المغرب: بطل المغرب في السباق ضد الساعة
- المرتبة 8 في الترتيب العام الفردي لسباق الطريق ضمن بطولة أفريقيا
- الدوحة  قطر: المرتبة الأولى في السباق ضد الساعة فرق الألعاب العربية 2011

### 2012
- 2012  المغرب: المرتبة الخامسة في الترتيب العام الفردي لطواف المغرب للدراجات
- 2012 لندن  المملكة المتحدة: مشاركة في أولمبياد لندن

| المنافسة              | التوقيت  | الترتيب                                        |
| --------------------- | -------- | ---------------------------------------------- |
| سباق على الطريق       |          | لم يكمل السباق (انسحب في الكلم 90)             |
| سباق دراجات ضد الساعة | 57:25.24 | المرتبة 34 على 37 على بعد 6 د و 46 ث من الفائز |

## روابط خارجية
- محسن الحسايني على موقع الاتحاد الدولي للدراجات (الإنجليزية)
- محسن الحسايني على موقع أرشيف الدراجات (الإنجليزية)
- محسن الحسايني على موقع إحصائيات الدراجات الإحترافية (الإنجليزية)
- محسن الحسايني على موقع نسبة الدراجات (الإنجليزية)
- محسن الحسايني على موقع أوليمبيديا (الإنجليزية)